# Aditi Pant
Aditi Pant (* 5. Juli 1943 in Nagpur) ist eine indische Meeresbiologin. Als Teilnehmerin der dritten Expedition des Indian Antarctic Program war sie gemeinsam mit der Geologin Sudipta Sengupta eine der beiden ersten Frauen Indiens, die die Antarktis besuchten. Sie war beteiligt am Aufbau der ersten indischen Forschungsstation in der Antarktis, Dakshin Gangotri und blieb mit ihrer Expedition mehrere Monate vor Ort, um Forschungen zu betreiben. Für ihre Verdienste wurde sie mit dem SERC-Award und dem Antarctica Award ausgezeichnet.

## Leben

### Herkunft und Ausbildung
Aditi Pant war die älteste Tochter des Diplomaten Apasaheb Balasaheb Pant und der Ärztin Nalini Devi. Sie hatte zwei Geschwister, Aniket und Avalokita. 1949 zog die Familie nach Ostafrika, wohin der Vater als indischer Botschafter beordert worden war. Er sollte später sagen, dass seine Tochter „zwischen Löwen, Nashörnern und Zebras“ aufwuchs und ein launisches Temperament hätte. Zwischen ihm und Pant bestand ein gutes Verhältnis und sie nannte ihn ihre größte Inspiration, in die Wissenschaft zu gehen. Hinzu kam der Wunsch nach einer Tätigkeit, bei der sie sowohl mentale als auch körperliche Freiheit hatte und sich bewegen konnte. Zudem fand Pant in den Kochstunden mit ihrer Mutter heraus, dass sie in geistiger Arbeit besser abschnitt als in körperlicher.

„Ich dachte oft, dass das den Grundstein für meine Karriere in der Wissenschaft legte, denn obwohl ich ein hoffnungsloser Fall in praktischer Chemie und Biologie war, konnte ich irgendwie das Muster der Dinge vor meinem geistigen Auge sehen. Ich nehme an, das machte es unvermeidlich, dass ich für qualitativ hochwertige Daten im großen Umfang von Geräten und Instrumenten abhängig sein würde, ob es nun um Nitratlevel im offenen Meer oder die Rate der Photosynthese in Mangrovensümpfen ging.“

Obwohl die Familie angesehen war, konnten sie Pant finanziell keine höhere Ausbildung im Ausland ermöglichen. Hinzu kam, dass es zu dieser Zeit in Indien für Frauen unüblich war, höhere Bildungsabschlüsse zu erwerben. Während Pant an der University of Pune an ihrem Bachelor of Science arbeitete, erhielt sie von einem Bekannten ihres Vaters ein Exemplar von Alister Hardys Buch The Open Sea, was sie inspirierte, selbst Meeresbiologin zu werden. Mit Hilfe eines Stipendiums konnte sie an der University of Hawaiʻi den Master of Science erwerben. Ihre Masterarbeit behandelte den Effekt von tropischen Lichtverhältnissen auf die Photosynthese von Plankton und den reduzierten Kohlenstofffluss zwischen Phytoplankton und Bakterien.

### Karriere als Wissenschaftlerin
Mit Hilfe eines SERC-Stipendiums konnte Aditi Pant am Westfield College in London ihre Forschungen zu Meeresalgen fortsetzen und erwarb ihren Doktortitel. In London lernte sie Professor Panikkar kennen, der das indische National Institute of Oceanography mitbegründet hatte und sie ermutigte, eine Karriere in ihrer Heimat anzustreben, obwohl die Arbeit im Ausland besser bezahlt war. Somit kehrte Pant 1973 nach Indien zurück und nahm eine Stelle am National Institute of Oceanography in Goa an.
Von 1973 bis 1976 bestand ein Großteil ihrer Arbeit darin, die indische Westküste zu erforschen. Bei diesen Fahrten, die zum Teil auf Fischerbooten stattfanden, war Pant oft die einzige Frau unter den Wissenschaftlern. Häufig kam sie in Kontakt mit der indischen Bevölkerung, insbesondere mit Frauen, denen sie ihre Arbeit verständlich zu erklären versuchte. Eigenen Angaben zufolge ging ihr dabei selbst auf, wie wichtig ihre Arbeit für den Alltag der Küstenbewohner war, die hauptsächlich vom Fischfang lebten. Insgesamt erforschte ihr Team die gesamte Küstenlinie von Veraval bis Kanyakumari sowie den Golf von Mannar.
Aditi Pant war Teil der dritten indischen Expedition in die Antarktis, die vom 3. Dezember 1983 bis zum 25. März 1984 andauerte. Davon verbrachten Pant und ihre Kollegen die Zeit vom 26. Dezember bis zum 1. März in der Antarktis. Sie selbst und die Geologin Professor Sudipta Sengupta waren die einzigen Frauen unter den Teilnehmern und damit die ersten Inderinnen, die die Antarktis betraten. Da zum ersten Mal eine indische Expedition den Winter in der Antarktis verbringen sollte, wurde eine permanente Basis benötigt. Innerhalb von 8 Wochen errichtete Pants Gruppe mit Dakshin Gangotri die erste indische Forschungsstation in der Antarktis, die im Januar 1984 mit Hilfe der indischen Armee fertiggestellt wurde. Während ihres Aufenthaltes erforschten Pant und ihre Expedition vor Ort verschiedene Aspekte der Meereskunde, Mikrobiologie, Geologie, Geophysik, Ozeanografie, Meteorologie, Chemie, die Ausbreitung von Radiowellen und die Eigenschaften der oberen Atmosphäre. Im Jahr 1989 unternahm Pant mit der neunten indischen Expedition eine weitere Reise in die Antarktis.
1990 verließ Pant das National Institute of Oceanography und wechselte in das National Chemical Laboratory in Pune. Dort erforschte sie 15 Jahre lang die Enzymologie von salzliebenden und salztoleranten Mikroben. Des Weiteren war sie Mitglied der Maharashtra Society for the Cultivation of Science und des Komitees für Bioenergie im Department of Biotechnology in Neu-Delhi. Von 2003 bis 2007 war sie zudem Professor emeritus der botanischen Fakultät an der University of Pune. Im Laufe ihrer Karriere meldete sie fünf Patente an und veröffentlichte über 67 Abhandlungen in internationalen Fachzeitschriften.

## Würdigungen
Von der indischen Regierung erhielt Aditi Pant den Antarctica Award.